# Sepulcro de Enrique I de Castilla

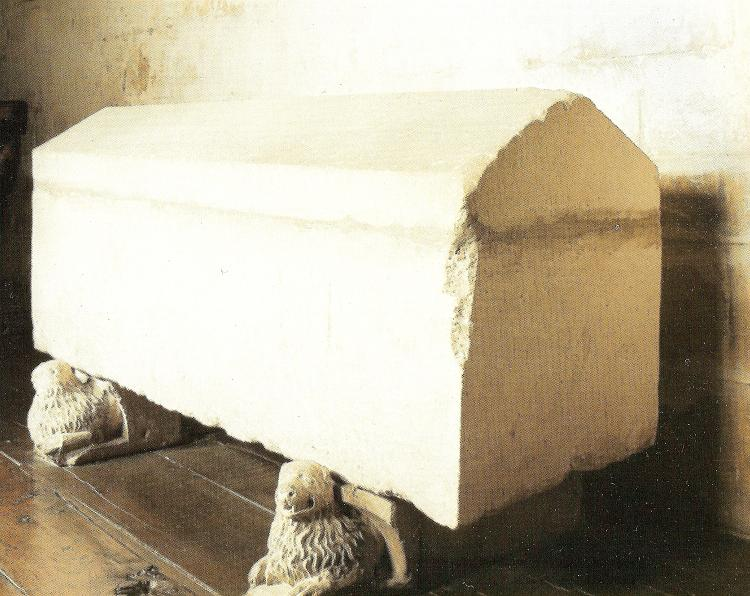
Sepulcro de Enrique I de Castilla. Monasterio de Las Huelgas de Burgos.

El sepulcro de Enrique I de Castilla, que falleció el 6 de junio de 1217 a los trece años de edad de modo accidental, se encuentra en el monasterio de las Huelgas de Burgos, provincia de Burgos (España). 

## Historia
Enrique I de Castilla falleció a consecuencia de una herida recibida en el Palacio episcopal de Palencia mientras jugaba con otros niños. Después de su defunción, el cadáver del rey Enrique I de Castilla fue conducido por el conde Álvaro Núñez de Lara, quien había sido su tutor y regente, al municipio de Tariego, situado entre las ciudades de Burgos y Dueñas, a fin de ocultar su muerte.                
La reina Berenguela de Castilla, que sucedió a su hermano en el trono castellano, se apoderó de la ciudad de Dueñas y envió a los obispos de Palencia y Burgos a hacerse cargo de los restos mortales del difunto rey, y, posteriormente, ella los acompañó hasta el Monasterio de las Huelgas en Burgos, en el que recibieron sepultura, y que había sido fundado por su padre, el rey Alfonso VIII de Castilla, yaciendo en él sus progenitores y varios de sus hermanos, entre ellos el infante Fernando de Castilla, que falleció en la ciudad de Madrid en 1211, y al lado de cuyo sepulcro fue sepultado el rey Enrique.

## Descripción del sepulcro
Los restos mortales del rey Enrique I de Castilla yacen en la actualidad en un sepulcro de piedra caliza, liso y apoyado sobre cuatro leones, aunque en el pasado se hallaba policromado, y se encuentra colocado en la nave de Santa Catalina o del Evangelio de la iglesia del monasterio de Las Huelgas de Burgos. El sepulcro del monarca se encuentra colocado frente a otro que contiene los restos del infante Fernando de la Cerda, hijo de Alfonso X el Sabio, y a su derecha se halla el sepulcro que contiene los restos de su hermano, el infante Fernando de Castilla, que falleció en la ciudad de Madrid en 1211.
Durante la exploración del Monasterio de Las Huelgas llevada a cabo a mediados del siglo XX se comprobó que los restos mortales del rey Enrique I de Castilla yacían en su sepulcro, momificados aunque incompletos, excepto su cabeza, que no se hallaba momificada, y que mostraba signos de haberle sido practicada al difunto una trepanación, posiblemente a fin de paralizar la hemorragia cerebral que debió sobrevenirle como consecuencia del golpe que recibió. En el interior de su ataúd, que medía 1´65 metros y era de madera forrada de tafetán blanco y con listas doradas y de colores, se encontró, además de varias prendas de ropa y una almohada, una cofia de seda con calderos heráldicos pardos.  Según Gómez Moreno, dicha cofia no perteneció al rey Enrique, sino a Fernando de Castilla, hijo natural de Alfonso X el Sabio. Sin embargo, Faustino Menéndez Pidal opina que sin duda, la cofia perteneció al conde Álvaro Núñez de Lara teniendo en cuenta que el joven rey murió en Palencia bajo la custodia del conde.